# Šatovka (usedlost)
Šatovka je bývalá viniční usedlost a hostinec v Praze 6-Dejvicích, která stojí v Šáreckém údolí při cestě poblíž zaniklé Rakařky.

## Historie
Vinici Erbovku o rozloze 8,5 strychu koupil roku 1673 krejčí Jan Křtitel de Chateau z Malé Strany; po něm dostala usedlost své jméno. Vinici pustou po třicetileté válce znovu obnovil, do zahrady vysadil štěpy a u lisu postavil obytnou budovu. V roce 1710 začal budovat kapli Nejsvětější Trojice, protože však následujícího roku zemřel, stavbu dokončila jeho dcera Anna Kateřina provdaná za královského účetního radu Jiřího Josefa Franka z Frankenbusche. Z úroků peněz zapsaných na vinici byla kaple spravována. Roku 1712 přikoupila Anna Kateřina vinici Píseckou o rozloze 12,5 strychu, na které byl lis a obytný dům.
Šatovku roku 1747 koupil převor kláštera u svatého Tomáše na Malé Straně. Na usedlosti převažovalo hospodářství, pěstoval se ječmen, hrách a čočka a choval dobytek. Většinu pozemků zabíraly pole, zahrady a pastviny. V Josefínském katastru je k ní zapsáno 14 jiter půdy, z toho vinice pouze 3 jitra. Ve Stabilním katastru z roku 1840 již není vinice uvedena. Přibližně od roku 1850 byl v usedlosti výletní hostinec se zahradou.
Původní viniční domek se dochoval zakomponovaný v západním křídle domu. Dům byl novodobě přestavěn a patro zvýšeno o vikýře vložené do valbové střechy. Kaple neslouží svému účelu od 19. století.